# Alice DeeJay
Alice DeeJay – holenderski zespół muzyczny założony w 1998 roku, grający muzykę trance. Jego skład tworzyli: producent Pronti (czyli Sebastiaan Molijn), Kalani (właśc. Eelke Kalberg), DJ Jurgen, wokalistka Judith Anna Pronk oraz dwie tancerki, Mila Levesque i Angelique Versnel.
Judy zaczynała jako DJ-ka w klubie Proxy w Amsterdamie, gdzie dostrzegli ją Pronti i Kalmani. Do projektu zaprosili także kolegów – Johana Gielena oraz duet Danski & Delmundo (producentów m.in. hitów grupy Vengaboys). Singiel „Better off Alone” największy przebój grupy ukazał się wkrótce po jej powstaniu i stał się ich wielkim sukcesem (m.in. zdobył platynę w Wielkiej Brytanii i był najczęściej miksowanym utworem na świecie). Inne hity Alice Deejay to „Will I Ever”, „The Lonely One”, „Celebrate Our Love” oraz „Back in My Life”. 11 kwietnia 2000 roku zespół wydał płytę Who Needs Guitars Anyway?.
Po komercyjnym sukcesie Alice Deejay, z zespołu odeszła wokalistka Judith oraz tancerki. Ostatni publiczny występ grupy miał miejsce 9 października 2002 na koncercie w Utrechcie. Obecnie Sebastiaan Molijn i Eelke Kalberg współtworzą z Jeffreyem Sutoriusem grupę Dash Berlin. W marcu 2014 grupę reaktywowano pod nazwą Alice DJ, lecz bez udziału „Judy” Pronk.

## Dyskografia

### Albumy studyjne
- 2000: Who Needs Guitars Anyway?

### Single
- 1999: "Better off Alone"
- 1999: "Back in My Life"
- 2000: "The Lonely One"
- 2000: "Will I Ever"
- 2000: "Celebrate Our Love"
- 2001: "Higher and Higher"
- 2015: "Better off Alone 2015"